# あづみ野コンサートホール
あづみ野コンサートホール（Azumino Concert Hall）は、長野県安曇野市穂高にあるコンサートホール。

## 概要
2000年7月29日に開館し、記念コンサートを実施。音響設計は永田音響設計による。グランドピアノはベーゼンドルファー225ウォルナットサティン。100席という小規模な音楽ホールでありながら、演奏家らからは、その音響の美しさに定評があり、安曇野の音楽文化醸成を牽引している。

## アクセス
- JR大糸線穂高駅 車で約5分
- 長野自動車道安曇野IC 車で約7分